# Goldgulden (Groschenzeit Sachsen)

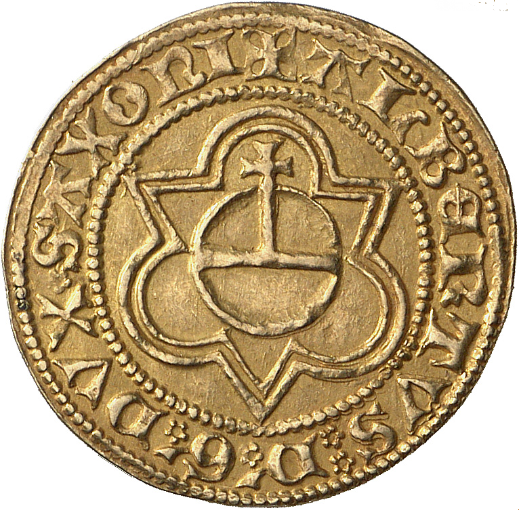
Goldgulden Albrechts des Beherzten, Vorderseite (Durchmesser 23 mm, 3,31 g)

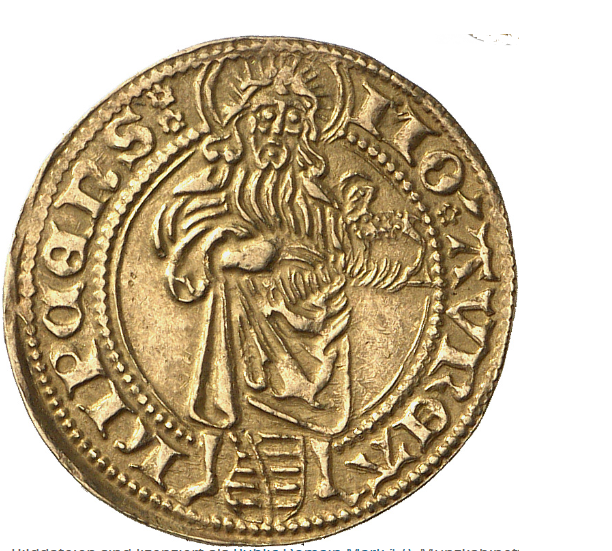
Rückseite – erstmals mit Hinweis auf die Münzstätte Leipzig

Goldgulden der Groschenzeit Sachsens sind die ab 1454 bis 1500 nach dem Vorbild des rheinischen Guldens geprägten Goldmünzen der Wettiner mit einem Reichsapfel im Dreipass und dem stehenden Johannes dem Täufer.
Kurfürst Friedrich II. der Sanftmütige ließ zum ersten Mal in der sächsischen Münzgeschichte Goldgulden schlagen. Sie wurden von 1454 bis 1461 im Wert eines neuen rheinischen Guldens geprägt. Nach längerer Pause begann Herzog Albrecht der Beherzte (1485–1500) im Jahr 1488 unter seinem alleinigen Namen wieder Goldgulden in Leipzig in größerer Stückzahl zu prägen. Die Münzbilder wurden in Varianten bei sämtlichen Goldgulden der sächsischen Groschenzeit beibehalten. Da sie dem rheinischen Gulden ähnlich sind, ist der kleine sächsische Wappenschild zwischen den Beinen des stehenden Johannes des Täufers ein sicheres Erkennungszeichen. Hauptquelle des Reichtums der sächsischen Fürsten waren jedoch besonders in der zweiten Hälfte des 15. Jahrhunderts die reichen Silbervorkommen im Bergbau in den erzgebirgischen Gruben. Der Grund für die Goldmünzung war hauptsächlich der sich auf Leipzig konzentrierende internationale Handelsverkehr.

## Goldgulden Friedrichs II. des Sanftmütigen

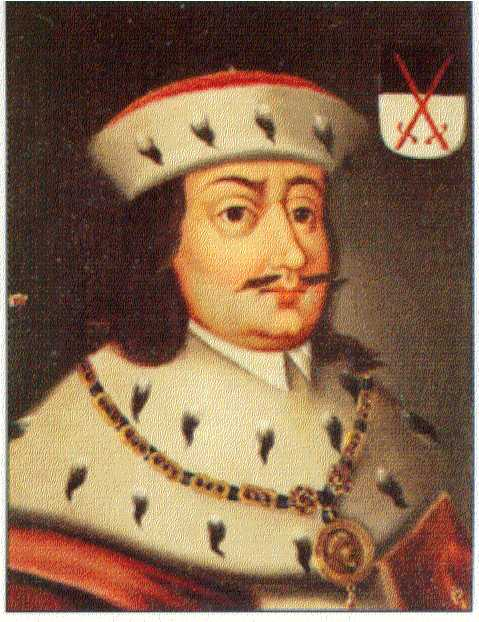
Kurfürst Friedrich II. der Sanftmütige ließ die ersten sächsischen Goldmünzen prägen

Der sächsische Kurfürst Friedrich II. der Sanftmütige (1428–1464) hatte sich im Jahr 1454 entschlossen, zum ersten Mal in der wettinischen Münzgeschichte eigene Goldmünzen schlagen zu lassen. Er holte sich dafür den Goldmünzmeister Hans Stockart aus Bingen am Rhein nach Leipzig. Stockart war seit 1447 in dieser Funktion für den Mainzer Erzbischof Dietrich von Erbach tätig. Die Gelegenheit für die Goldmünzung war in dieser Zeit günstig, da die rheinischen Kurfürsten von Köln, Mainz, Trier und Pfalz die gemeinsame Prägung von Goldmünzen nach langer Pause wieder aufnahmen. Die Voraussetzung für die Prägung in Gold war das Privileg Kaiser Friedrichs III. vom 12. November 1454 über die Verleihung des erblichen Rechts zur Prägung von Goldmünzen an Kurfürst Friedrich II. von Sachsen.
Die neuen sächsischen Goldgulden wurden dem Ausbringen der rheinischen Gulden angepasst und nach deren Vorbild geprägt. Schrot und Korn wurde mit 68 Stück aus der 19-karätigen (0,791 f.) Kölner Mark (233,85 g), wie bei dem rheinischen Gulden festgelegt. Am 25. August 1461 wurde auf Beschluss des Münztages zu Zeitz die Goldmünzung wegen des starke Anstiegs des Guldenwerts eingestellt.

### Beschreibung
Die beiden Münzbilder des Goldguldens entsprechen denen des Herzogs Albrecht des Beherzten (siehe die Münzbilder oben). Allerdings wurde das Vorder- und Rückseitenbild bei Albrechts Prägungen vertauscht. Der Goldgulden Friedrichs des Sanftmütigen ist von 1454 bis 1461 in der Münzstätte Leipzig ohne Jahreszahl geprägt worden.
Die Vorderseite der ersten wettinischen Goldmünze zeigt den stehenden Johannes den Täufer. Zwischen seinen Beinen ist ein kleiner sächsischer Balkenschild mit Rautenkranz angeordnet.
- Umschrift: FRID(e)RICVS – • DVX • SAXON(iae)
- Übersetzung: Friedrich Herzog von Sachsen.

Die Rückseite zeigt den Reichsapfel in einem doppelten Dreipass.
- Umschrift: FRID(e)RICVS • RO(ma)NORV(m) • IMPERAT(tor)[6]
- Übersetzung: Friedrich, Römischer Kaiser.

## Goldgulden Albrechts des Beherzten

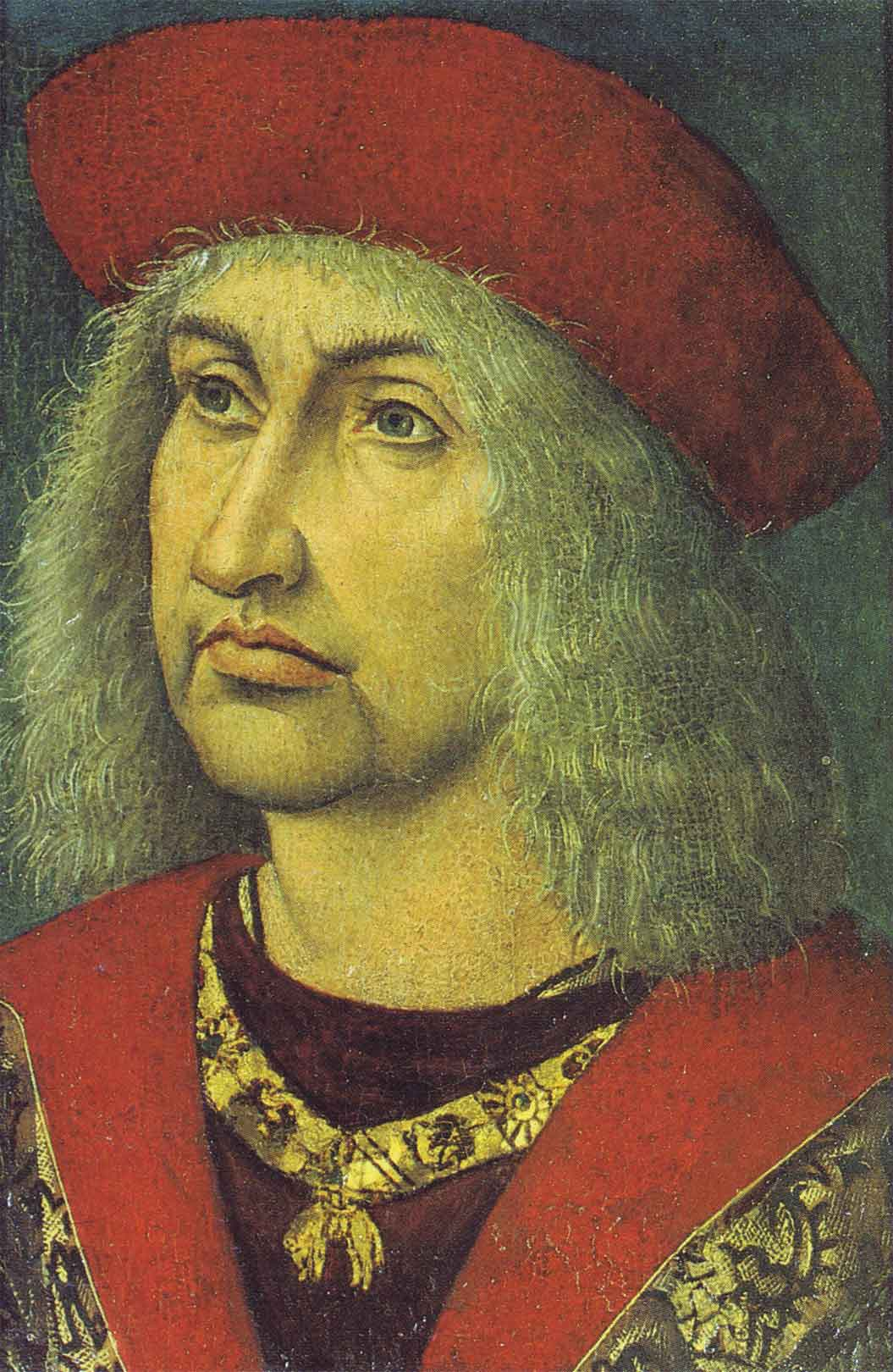
Herzog Albrecht der Beherzte ließ Goldgulden erstmals mit dem Hinweis auf den Prägeort Leipzig schlagen

Nach einer längeren Pause der Goldmünzenprägung begann der albertinische Herzog Albrecht der Beherzte im Jahr 1488 unter seinem alleinigen Namen Goldgulden in Leipzig in größerer Stückzahl zu prägen. Dafür hatte er den Münzmeister Heinrich Stein aus Kassel als Goldmünzmeister am 23. September 1488 verpflichtet.
Die Münzbilder gleichen dem ersten Goldgulden Kurfürst Friedrichs des Sanftmütigen, jedoch wurden, wie bereits erwähnt, die Seiten der Goldmünze vertauscht. Neu ist, dass die Goldgulden seit 1488 eine Rückseitenlegende mit dem Hinweis auf die Münzstätte Leipzig (LIPCEN, LIPZENSIS) hatten. Bis zum Jahr 1490 sind sie zu etwa 70½ Stück aus der 19-karätigen (0,792 f.) Kölner Münzmark mit 3,317 g Rau- und 2,627 g Feingewicht ausgemünzt worden.
- Im Jahr 1488 galt 1 Goldgulden = 20 Spitzgroschen = 40 halbe Schwertgroschen.

Herzog Albrecht, zu dessen Herrschaftsbereich Leipzig nach der Leipziger Hauptteilung von 1485 gehörte, ließ die Goldgulden im Interesse des Außenhandels und zur Abwehr des in das sächsische Währungsgebiet eindringenden rheinischen Guldens prägen. Eine eigene Goldwährung hat Albrecht aus Rücksicht auf den einheimischen erzgebirgischen Silberbergbau nicht angestrebt. Das trifft auch auf das Land Sachsen bis zum Jahr 1872 zu.
Unklar bleibt, woher der Herzog die für den „beträchtlichen Umfang“ der Ausmünzung benötigte große Goldmenge erhalten hat.
Karl Christoph Schmieder schreibt zur Herkunft des Goldes:

„Goldgülden, Gülden ist eine ehemalige deutsche Goldmünze […]. Die alten sächsischen, zu denen das Gold aus der Goldgrube zu Richmannsdorf bei Saalfeld genommen wurde, führen im Avers den Reichsapfel, im Revers den heiligen Johannes ein Buch und ein Lamm im Arm haltend […], das Stadtwappen von Saalfeld.“

Das Stadtwappen von Saalfeld ist es allerdings nicht, sondern das Sachsenwappen. Reichmannsdorf ist die älteste Goldgräbersiedlung Thüringens, auf dem Plateau der Saalfelder Höhe. Wahrscheinlich stammt das Gold aus den sagenumwobenen Goldgruben. Wahrscheinlich ist aber auch, dass Gerhard Krugs Nachforschungen zur Herkunft des Goldes ebenfalls zu diesem Ergebnis geführt hätte, wenn es nachweisbar wäre. Der Sage nach wurde das Goldbergwerk von der Mutter eines hingerichteten Bergknappen verflucht. Ihr Fluch lautete:  „So viele Mohnkörner hinab rieseln, so lange soll in diesem Bergwerk kein Körnchen Gold mehr gefunden werden.“
Der Goldbergbau ist erstmals 1333 um Neustadt in Sachsen an der böhmischen Grenze nachweisbar. Weitere mittelalterliche Goldgruben sind im Erzgebirge bei Ehrenfriedersdorf bekannt. Diese Vorkommen reichten allerdings nicht für eine eigene Goldmünzenprägung aus. Die silberreichen sächsischen Fürsten mussten mit großer Wahrscheinlichkeit das Gold für die Prägung ankaufen lassen oder durch Wechselgeschäfte einnehmen.

### Beschreibung
Siehe dazu das Vorder- und Rückseitenbild oben.
Der Goldgulden Albrechts des Beherzten wurde ab 1488 in der Münzstätte Leipzig ohne Jahreszahl geprägt.
Die Vorderseite zeigt den Reichsapfel in einem doppelten Dreipass. Oben zwischen der Umschrift ist das Münzmeisterzeichen Kreuz von Heinrich Stein als Goldmünzmeister in Leipzig aufgeprägt.
- Umschrift: + ALBERTVS : D(ei) • G(ratia) • DVX • SAXONI(ae)[14]
- Übersetzung: Albrecht von Gottes Gnaden Herzog von Sachsen.

Die Rückseite der sächsischen Goldmünze zeigt das Bild des stehenden Johannes des Täufers, zwischen den Beinen ist ein kleiner sächsischer Balkenschild angeordnet.
- Umschrift: MO(neta) • AVREA – LIPCENS(is) :[15]
- Übersetzung: Leipziger goldene Münze.[16]

## Goldgulden Friedrichs III. mit seinem Bruder Johann und mit Herzog Georg
Der Goldgulden ist eine Gemeinschaftsprägung des Kurfürsten Friedrichs des Weisen mit seinem Bruder Johann dem Beständigen und mit Herzog Georg dem Bärtigen.

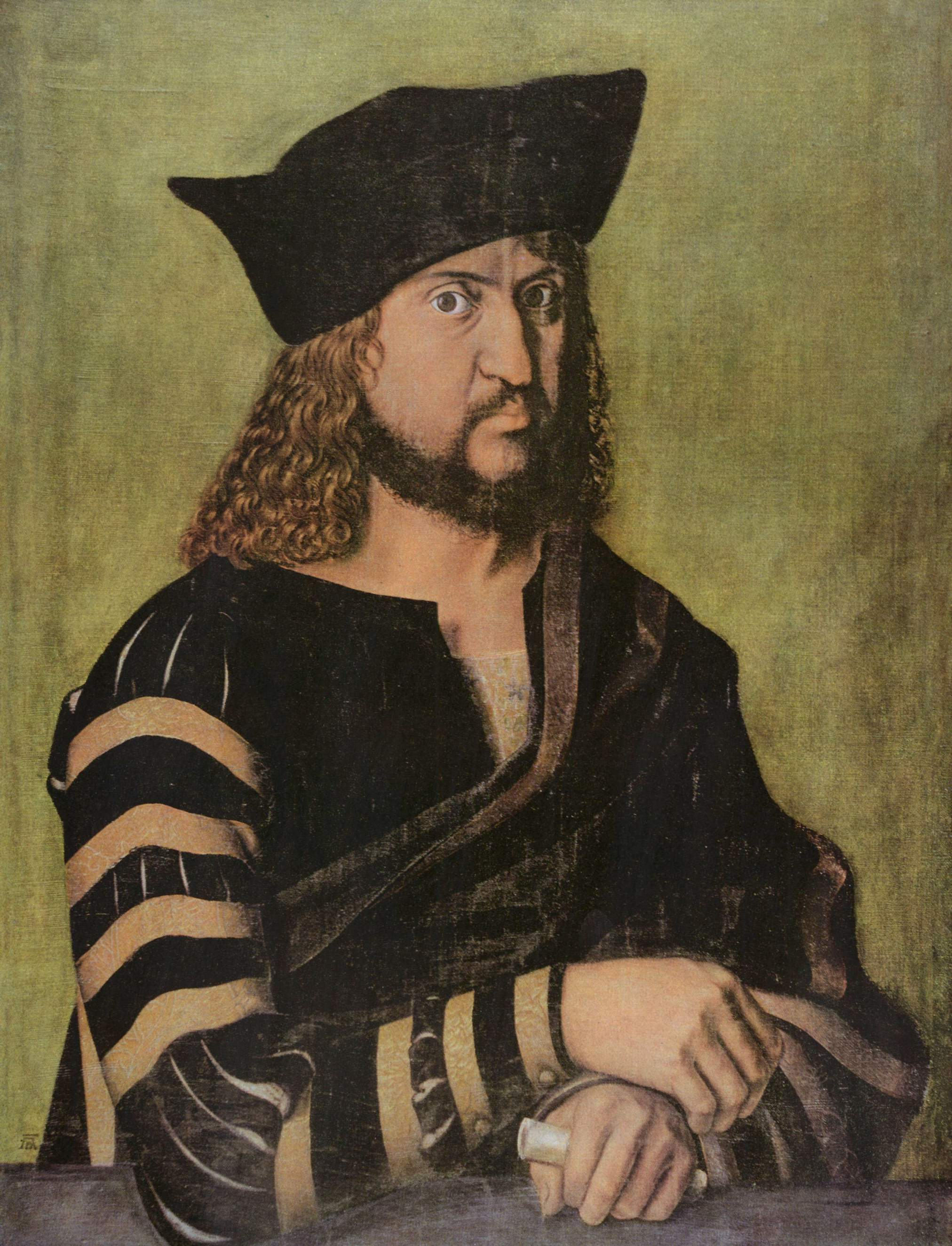
Friedrich der Weise
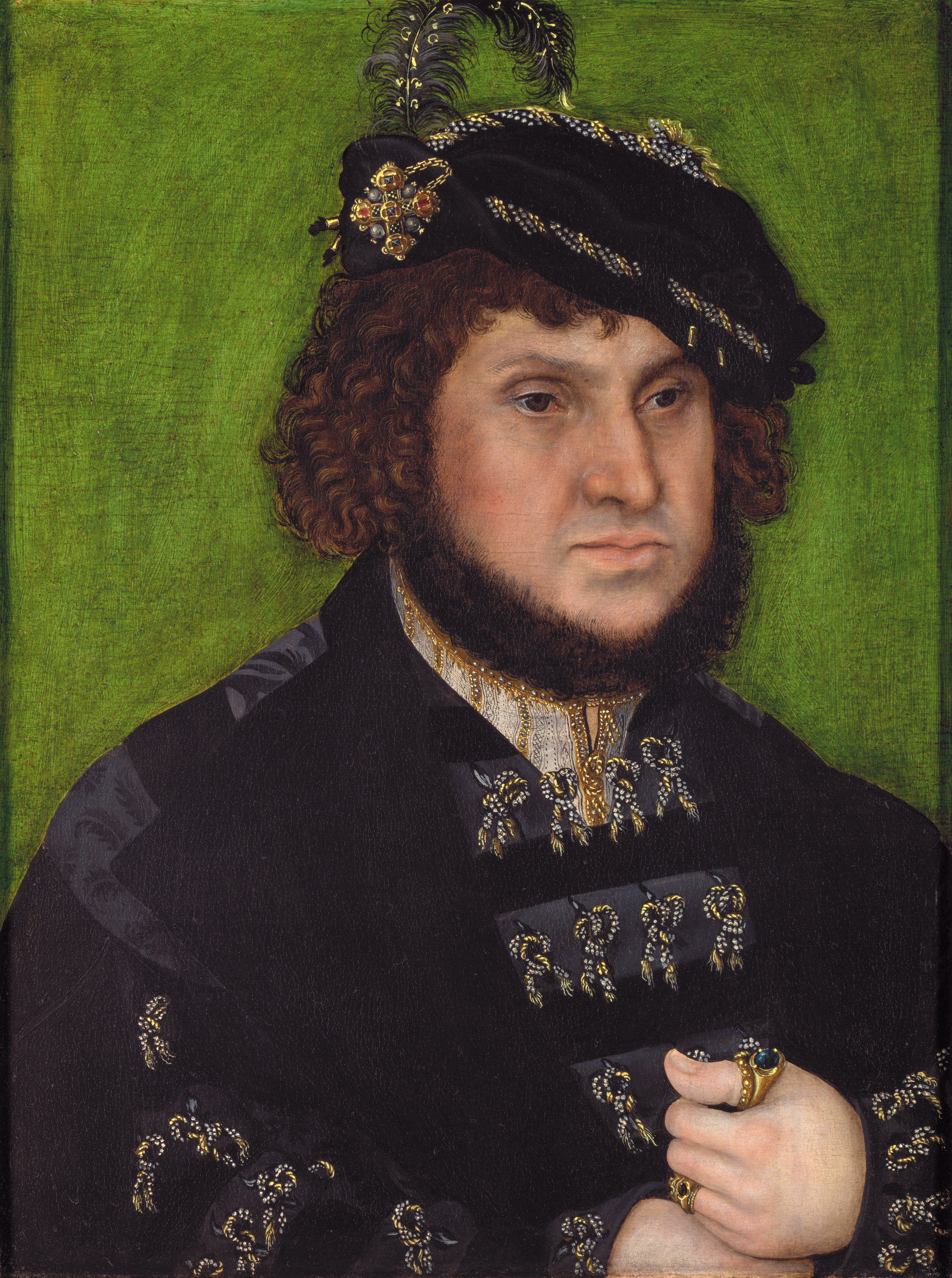
Johann der Beständige
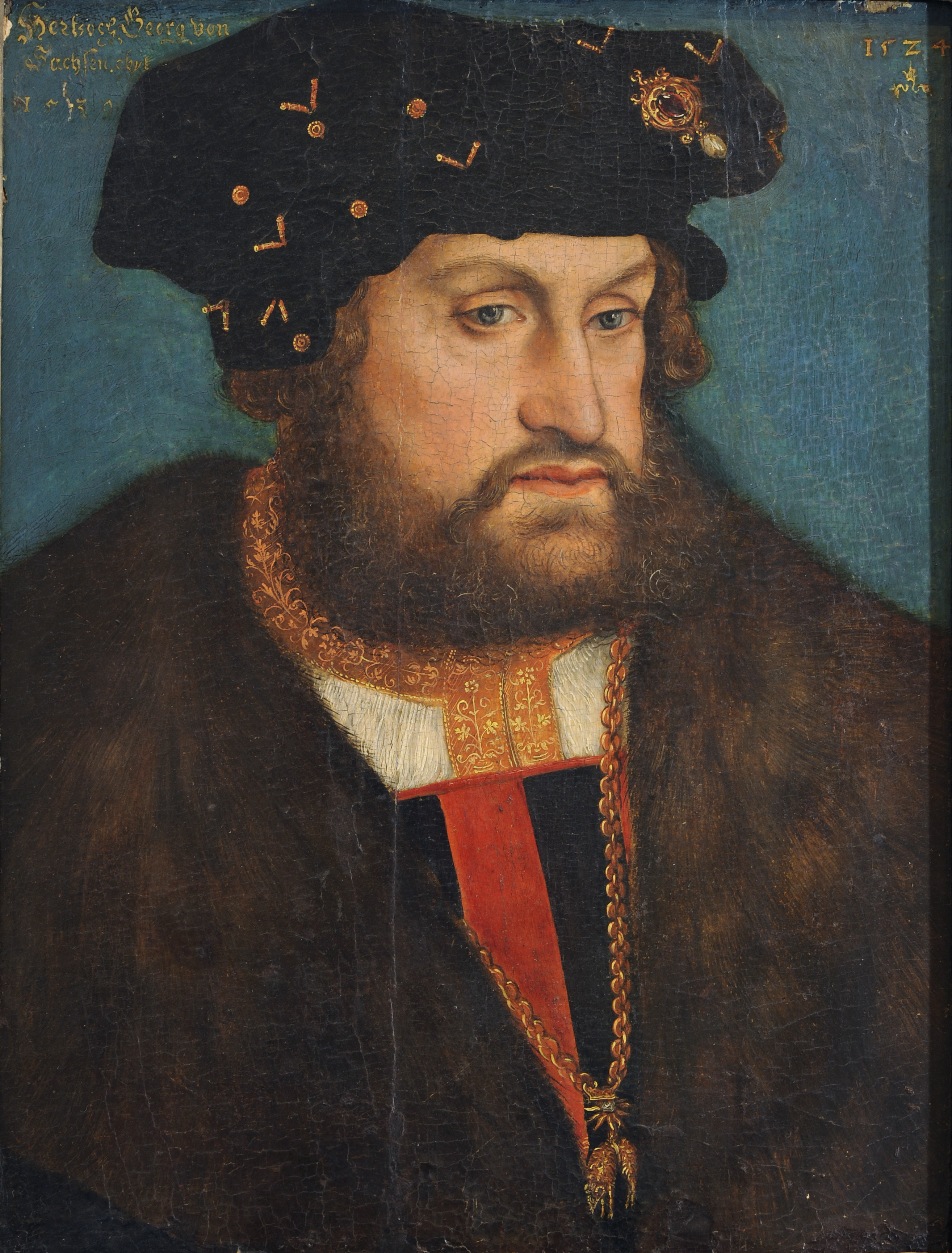
Georg der Bärtige in Vertretung Albrechts des Beherzten

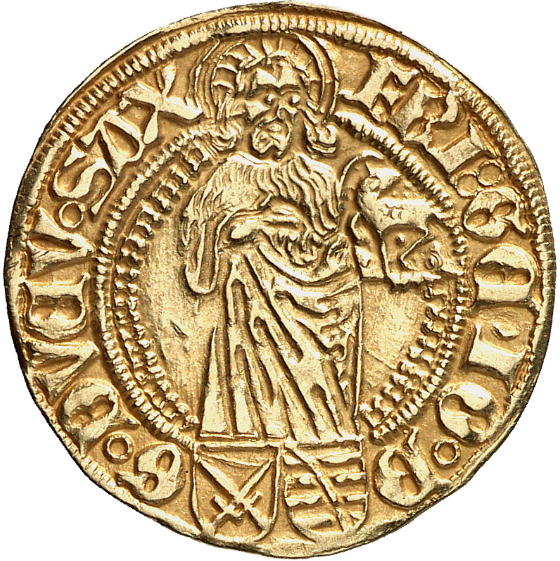
Goldgulden der Gemeinschaftsprägung, Vorderseite (Durchmesser 23 mm, 3,26 g)

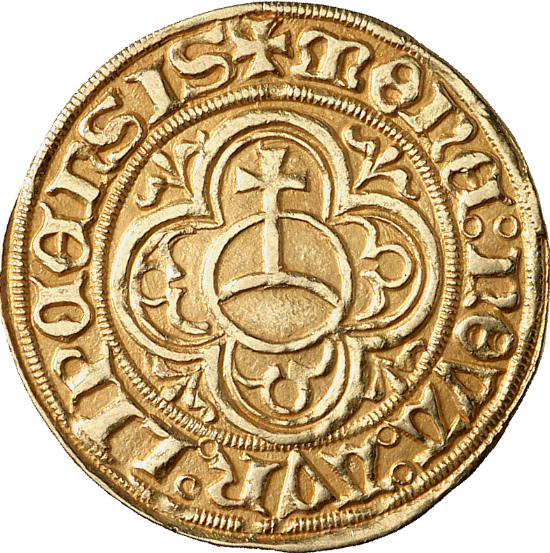
Rückseite

Herzog Georg der Bärtige (1500–1539) war Stellvertreter seines Vaters Herzog Albrecht des Beherzten. Georg, der statt Herzog Albrecht in der Umschrift des Goldguldens erscheint, vertrat seinen Vater, wenn dieser infolge seiner kriegerischen Unternehmungen in Westfriesland weilte. Für den Kurfürsten Friedrich III. den Weisen (1486–1525) ist der zweite Wappenschild mit den Kurschwertern ergänzt worden. Gemeinschaftsprägungen mit Herzog Albrecht sind ebenfalls bekannt.

### Beschreibung
Der von den sächsischen Fürsten in Leipzig mit dem Münzmeisterzeichen Kreuz geschlagene Goldgulden zeigt wiederum vertauschte Münzbilder. Heinrich Stein war als Goldmünzmeister in der Münzstätte Leipzig für die ordnungsgemäße Ausprägung verantwortlich.
Auf der Vorderseite erscheint der stehende Johannes der Täufer. Unten im Münzbild sind die beiden kleinen Wappenschilde, der Kurschild und der Schild des Herzogtums Sachsen, nebeneinander angeordnet.
- Umschrift: FRI(dericus) : GE(orgius) • IO(hannes) • D(ei) – G(ratia) • DVCV(m) • SAX(oniae)[18]
- Übersetzung: Friedrich, Georg, Johann von Gottes Gnaden Herzöge von Sachsen.

Die Rückseite zeigt den Reichsapfel in einem mit vier Lilien geschmückten Dreipass. Die Jahreszahl, die sonst bei diesen Stücken auf der Rückseite vorhanden ist, fehlt hier. Die Prägung ohne Jahreszahl kommt bei Walther Haupts Münzkunde vor.
- Umschrift: + MONE(ta) : NOVA : AVR(ea) : LIPENSIS
- Übersetzung: Neue Leipziger goldene Münze.

Dieser Münztyp wurde über das Jahr 1500 hinaus in Leipzig geprägt. Die zahlreichen Stempelvarianten zeugen von recht umfangreicher Ausmünzung der Goldmünzen.

## Münzname
Gerhard Krug benutzt für diese Gulden die Bezeichnung „Goldgulden“, obwohl es sich in dieser Zeit bei der Bezeichnung „Gulden“ nur um eine Goldmünze handeln kann. Der Name Goldgulden für die Gulden der Groschenzeit Sachsens ist gewollt „doppelt gemoppelt“.

„Absichtlich wird von jetzt ab der Ausdruck Goldgulden gewählt, um nicht der allgemeinen Gepflogenheit zu widersprechen, obwohl die Bezeichnung Goldgulden statt Gulden erst ab 1500 nach erfolgten Übergang zur Großsilberwährung (Guldengroschen) berechtigt wäre.“

Erst nach der Münzordnung von 1500 unterscheidet man „Gulden von gutem Golde“ (Goldgulden) und silberne Gulden, die sogenannten Klappmützentaler. Der silberne Gulden, auch Guldengroschen genannt, wurde das Äquivalent des goldenen Guldens.
„Der Name Goldgülden [Goldgulden] ist erst da aufgekommen“, so Karl Christoph Schmieder, „als man auch Silbermünzen im Werthe der Gülden ausprägte.“